# So to Speak
So to Speak – EPka DJ? Acucrack. "So to Speak" oraz "Mal Fader" są także na płycie Sorted w swych oryginalnych formach, jak również "Nation State" znajduje się na płycie Mutants of Sound. Utwór numer 2 jest przerobiony przez Saschę Konietzko z KMFDM i pojawia się na albumie DJ? Acucrack z 2005 roku Killing Mobius.

## Lista utworów
1. "So to Speak (Radio Edit)" – 3:33
2. "So to Speak (Remix by Sasha (KMFDM)" – 4:00
3. "So to Speak (Dome Room Remix)" – 6:27
4. "So to Speak (Flakka Mix)" – 3:46
5. "Mal Fader (2mg Remix)" – 7:09
6. "Nation State (2k Vocal Remix)" – 6:12
7. "So to Speak (Album Version)" – 7:01